# Get on Your Feet
Get on Your Feet è un singolo della cantante cubano-statunitense Gloria Estefan, pubblicato nel 1989 in Stati Uniti, Giappone, Australia e Regno Unito e nel 1990 nel resto d'Europa.
Il brano, scritto da John DeFaria, Jorge Casas e Clay Ostwald, è stato pubblicato come secondo estratto dall'album Cuts Both Ways.
Una versione riregistrata della canzone è presente nell'album Brazil305, uscito nel 2020.

## Tracce
Cassetta Singolo USA/Canada
1. Get On Your Feet – 3:38 (John DeFaria, Jorge Casas, Clay Ostwald)
2. Words Get In The Way (Live from the Homecoming Concert in Miami, May 1988) – 5:03 (Gloria Estefan)

7" Vinile Singolo USA/Canada
1. Get On Your Feet – 3:38 (John DeFaria, Jorge Casas, Clay Ostwald)
2. Words Get In The Way (Live from the Homecoming Concert in Miami, May 1988) – 5:03 (Gloria Estefan)

12" Vinile Singolo USA/Canada
1. Get On Your Feet (Pop Vocal) – 6:07 (John DeFaria, Jorge Casas, Clay Ostwald)
2. Get On Your Feet (Special Mix) – 5:38 (John DeFaria, Jorge Casas, Clay Ostwald)
3. Get On Your Feet (House Vocal) – 6:50 (John DeFaria, Jorge Casas, Clay Ostwald)
4. Get On Your Feet (House Techno Dub) – 5:30 (John DeFaria, Jorge Casas, Clay Ostwald)

CD Singolo Promo USA
1. Get On Your Feet – 3:38 (John DeFaria, Jorge Casas, Clay Ostwald)
2. Get On Your Feet (Special Mix) – 5:38 (John DeFaria, Jorge Casas, Clay Ostwald)
3. Get On Your Feet (Pop Vocal) – 6:07 (John DeFaria, Jorge Casas, Clay Ostwald)
4. Get On Your Feet (House Vocal) – 6:50 (John DeFaria, Jorge Casas, Clay Ostwald)

3" CD-Maxi Singolo Europa
1. Get On Your Feet – 3:36 (John DeFaria, Jorge Casas, Clay Ostwald)
2. Get On Your Feet (Pop Vocal) – 6:11 (John DeFaria, Jorge Casas, Clay Ostwald)
3. 1-2-3 (Live from the Homecoming Concert in Miami, May 1988) – 3:53 (Gloria Estefan & Enrique Garcia)
4. Don't Wanna Lose You (Portuguese Version) – 4:18 (Gloria Estefan & Aloysio Reis)

7" Vinile Singolo Europa
1. Get On Your Feet – 3:38 (John DeFaria, Jorge Casas, Clay Ostwald)
2. 1-2-3 (Live from the Homecoming Concert in Miami, May 1988) – 3:53 (Gloria Estefan & Enrique Garcia)

12" Vinile Singolo Europa
1. Get On Your Feet (Pop Vocal) – 6:07 (John DeFaria, Jorge Casas, Clay Ostwald)
2. Get On Your Feet (Special Mix) – 5:38 (John DeFaria, Jorge Casas, Clay Ostwald)
3. 1-2-3 (Live from the Homecoming Concert in Miami, May 1988) – 3:53 (Gloria Estefan, Enrique Garcia)

3" CD Singolo Europa
1. Get On Your Feet – 3:37 (John DeFaria, Jorge Casas, Clay Ostwald)
2. Don't Let The Sun Go Down On Me – 6:11 (Elton John, Bernie Taupin)

Cassetta Singolo UK
1. Get On Your Feet – 3:38 (John DeFaria, Jorge Casas, Clay Ostwald)
2. 1-2-3 (Live from the Homecoming Concert in Miami, May 1988) – 3:53 (Gloria Estefan & Enrique Garcia)

7" Vinile Singolo UK
1. Get On Your Feet – 3:38 (John DeFaria, Jorge Casas, Clay Ostwald)
2. 1-2-3 (Live from the Homecoming Concert in Miami, May 1988) – 3:53 (Gloria Estefan & Enrique Garcia)

3" CD Singolo Giappone
1. Get On Your Feet – 6:07 (John DeFaria, Jorge Casas, Clay Ostwald)
2. Get On Your Feet (Special Mix) – 5:38 (John DeFaria, Jorge Casas, Clay Ostwald)